# José Roberto Wright
José Roberto Ramiz Wright (Rio de Janeiro, 1944. szeptember 7. –) brazil nemzetközi labdarúgó-játékvezető, televíziós kommentátor.

## Pályafutása

### Nemzeti játékvezetés
A küldési gyakorlat szerint rendszeres partbírói tevékenységet is végzett. 1977-ben lett az I. Liga játékvezetője. Az aktív nemzeti játékvezetéstől 1993-ban vonult vissza.

### Nemzetközi játékvezetés
A Brazil labdarúgó-szövetség Játékvezető Bizottsága (JB) terjesztette fel nemzetközi játékvezetőnek, a Nemzetközi Labdarúgó-szövetség (FIFA) 1978-tól tartotta nyilván bírói keretében. Több nemzetek közötti válogatott és klubmérkőzést vezetett, vagy működő társának partbíróként segített. A brazil nemzetközi játékvezetők rangsorában, a világbajnokság sorrendjében a 2. helyet foglalja el 4 találkozó szolgálatával. Az aktív nemzetközi játékvezetéstől 1993-ban búcsúzott.

#### Labdarúgó-világbajnokság

##### U20-as labdarúgó-világbajnokság
Japán a 2., az 1979-es ifjúsági labdarúgó-világbajnokságot, Szovjetunió az 5., az 1985-ös ifjúsági labdarúgó-világbajnokságot illetve Szaúd-Arábia a 7., az 1989-es ifjúsági labdarúgó-világbajnokságot rendezte, ahol a FIFA JB bíróként foglalkoztatta.

###### 1979-es ifjúsági labdarúgó-világbajnokság
| Időpont             | Helyszín                | Mérkőzés típusa              | Mérkőzés                    | Eredmény | Nézők száma |
| ------------------- | ----------------------- | ---------------------------- | --------------------------- | -------- | ----------- |
| 1979. augusztus 27. | Olimpiai Stadion, Tokió | csoportmérkőzés (A. csoport) | Spanyolország–Mexikó        | 2 – 1    | 28 000      |
| 1979. szeptember 2. | Városi Stadion, Omiya   | egyik elődöntő               | Spanyolország–Lengyelország | 0 – 0    | 10 000      |
| 1979. szeptember 7. | Olimpiai Stadion, Tokió | döntő                        | Argentína–Szovjetunió       | 3 – 1    | 52 000      |

###### 1985-ös ifjúsági labdarúgó-világbajnokság
| Időpont             | Helyszín               | Mérkőzés típusa              | Mérkőzés            | Eredmény | Nézők száma |
| ------------------- | ---------------------- | ---------------------------- | ------------------- | -------- | ----------- |
| 1985. augusztus 26. | Dinama Stadion, Minszk | csoportmérkőzés (C. csoport) | Szovjetunió–Nigéria | 2 – 1    | 23 000      |

###### 1989-es ifjúsági labdarúgó-világbajnokság
| Időpont           | Helyszín                              | Mérkőzés típusa              | Mérkőzés                 | Eredmény | Nézők száma |
| ----------------- | ------------------------------------- | ---------------------------- | ------------------------ | -------- | ----------- |
| 1989. február 17. | Fáhd Király Nemzetközi Stadion, Rijád | csoportmérkőzés (A. csoport) | Csehszlovákia–Portugália | 0 – 1    | 70 000      |
| 1989. február 22. | Fáhd Király Nemzetközi Stadion, Rijád | csoportmérkőzés (A. csoport) | Szaúd-Arábia–Portugália  | 3 – 0    | 8000        |

---

##### U16-os labdarúgó-világbajnokság
Kanada rendezte az 1987-es U16-os labdarúgó-világbajnokságot, ahol a FIFA JB hivatalnokként foglalkoztatta.

###### 1987-es U16-os labdarúgó-világbajnokság
| Időpont          | Helyszín                              | Mérkőzés típusa              | Mérkőzés                  | Eredmény | Nézők száma |
| ---------------- | ------------------------------------- | ---------------------------- | ------------------------- | -------- | ----------- |
| 1987. július 12. | Jeux Canada Games Stadion, Saint John | csoportmérkőzés (D. csoport) | Szovjetunió–Nigéria       | 1 – 1    | 2695        |
| 1987. július 16. | Jeux Canada Games Stadion, Saint John | csoportmérkőzés (D. csoport) | Nigéria–Mexikó            | 0 – 1    | 3300        |
| 1987. július 19. | Jeux Canada Games Stadion, Saint John | egyik negyeddöntő            | Szovjetunió–Franciaország | 3 – 2    | 5000        |
| 1987. július 25. | Központi Stadion, Toronto             | döntő                        | Nigéria–Szovjetunió       | 1 – 1    | 15 000      |

---
A világbajnoki döntőhöz vezető úton Spanyolországba a XII., az 1982-es labdarúgó-világbajnokságra, Mexikóba a XIII., az 1986-os labdarúgó-világbajnokságra valamint Olaszországba a XIV., az 1990-es labdarúgó-világbajnokságra a FIFA JB bíróként alkalmazta. Selejtező mérkőzéseket a Dél-amerikai Labdarúgó-szövetség (CONMEBOL) és az Ázsiai Labdarúgó-szövetség (AFC) zónákban vezetett. A FIFA JB elvárása szerint, ha nem vezetett, akkor partbíróként tevékenykedett. Egy csoportmérkőzésen egyes számú besorolást kapott, játékvezetői sérülés esetén továbbvezethette volna a találkozót. Világbajnokságokon vezetett mérkőzéseinek száma: 4.

##### 1982-es labdarúgó-világbajnokság

###### Selejtező mérkőzés
| Időpont              | Helyszín                     | Mérkőzés típusa           | Mérkőzés          | Eredmény |
| -------------------- | ---------------------------- | ------------------------- | ----------------- | -------- |
| 1981. szeptember 13. | Központi Stadion, Bogotá     | előselejtező (2. csoport) | Kolumbia–Uruguay  | 1 – 1    |
| 1981. november 19.   | Városi Stadion, Kuala Lumpur | döntő csoport             | Kína–Szaúd-Arábia | 2 – 0    |

##### 1986-os labdarúgó-világbajnokság

###### Selejtező mérkőzés
| Időpont           | Helyszín                                | Mérkőzés típusa           | Mérkőzés          | Eredmény | Nézők száma |
| ----------------- | --------------------------------------- | ------------------------- | ----------------- | -------- | ----------- |
| 1985. március 3.  | Olímpico Atahualpa Stadion, Quito       | előselejtező (2. csoport) | Ecuador–Chile     | 1 – 1    | 50 000      |
| 1985. november 3. | Olímpico Pascual Guerrero Stadion, Cali | rájátszás                 | Kolumbia–Paraguay | 2 – 1    | 6000        |
| 1985. december 4. | Olimpiai Park Stadion, Melbourne        | rájátszás                 | Ausztrália–Skócia | 0 – 0    | 32 000      |

##### 1990-es labdarúgó-világbajnokság

###### Selejtező mérkőzés
| Időpont              | Helyszín                     | Mérkőzés típusa           | Mérkőzés     | Eredmény | Nézők száma |
| -------------------- | ---------------------------- | ------------------------- | ------------ | -------- | ----------- |
| 1989. szeptember 24. | Központi Stadion, Montevideo | előselejtező (1. csoport) | Uruguay–Peru | 2 – 0    | 57 000      |

###### Világbajnoki mérkőzés
| Időpont          | Helyszín                       | Mérkőzés típusa              | Mérkőzés             | Eredmény | Nézők száma |
| ---------------- | ------------------------------ | ---------------------------- | -------------------- | -------- | ----------- |
| 1990. június 9.  | Olimpiai Stadion, Róma         | csoportmérkőzés (A. csoport) | Olaszország–Ausztria | 1 – 0    | 73 303      |
| 1990. június 18. | San Nicola Stadion, Bari       | csoportmérkőzés (B. csoport) | Kamerun–Szovjetunió  | 0 – 4    | 37 307      |
| 1990. június 25. | Luigi Ferraris Stadion, Genova | egyik nyolcaddöntő           | Írország–Románia     | 0 – 0    | 31 818      |
| 1990. július 4.  | Alpok Stadion, Torino          | egyik elődöntő               | NSZK–Anglia          | 1 – 1    | 62 628      |

#### Copa América
Chile rendezte a 35., az 1991-es Copa América tornát, ahol a CONMEBOL JB játékvezetőként foglalkoztatta.

##### 1991-es Copa América
| Időpont          | Helyszín                            | Mérkőzés típusa              | Mérkőzés        | Eredmény | Nézők száma |
| ---------------- | ----------------------------------- | ---------------------------- | --------------- | -------- | ----------- |
| 1991. július 10. | Estadio Nacional de Chile, Santiago | csoportmérkőzés (A. csoport) | Argentína–Chile | 1 – 0    | 3000        |
| 1991. július 14. | Estadio Nacional de Chile, Santiago | csoportmérkőzés (A. csoport) | Chile–Paraguay  | 4 – 0    | 67 902      |

#### Nemzetközi kupamérkőzések
Vezetett kupadöntők száma: 3.

##### Copa Libertadores
Dél-Amerika Bajnokcsapatainak labdarúgó tornájának végső küzdelmeiben négy alkalommal szolgálhatta a döntő találkozót játékvezetőként.
| Időpont           | Helyszín                                                  | Mérkőzés típusa        | Mérkőzés                       | Eredmény | Nézők száma |
| ----------------- | --------------------------------------------------------- | ---------------------- | ------------------------------ | -------- | ----------- |
| 1986. október 29. | Monumental Antonio Vespucio Liberti Stadion, Buenos Aires | döntő második mérkőzés | CA River Plate–América de Cali | 1 – 0    | 74 300      |
| 1987. október 21. | Olímpico Pascual Guerrero Stadion, Cali                   | döntő első mérkőzés    | América de Cali–CA Peñarol     | 2 – 0    | 65 000      |
| 1989. május 24.   | Marcel Saupin Stadion, Asunción                           | döntő első mérkőzés    | Club Olimpia–Atlético Nacional | 2 – 0    | 45 000      |
| 1991. június 5.   | Monumental Stadion, Santiago                              | döntő második mérkőzés | Colo-Colo–Club Olimpia         | 3 – 0    | 66 000      |

##### Interkontinentális kupa
| Időpont           | Helyszín               | Mérkőzés típusa | Mérkőzés                  | Eredmény | Nézők száma |
| ----------------- | ---------------------- | --------------- | ------------------------- | -------- | ----------- |
| 1990. december 9. | Nemzeti Stadion, Tokió | döntő           | AC Milan–Olimpia Asunción | 3 – 0    | 60 200      |

## Érdekes sztori
1982-ben Wright a TV Globoval megegyezett, hogy a Guanabara Kupa döntőjében, a flamand CR Flamengo–CR Vasco da Gama mérkőzésen a meze alá diktafont helyez el, megörökítve a játékosok egymás közötti és a játékvezetővel folytatott vitáinak részleteit. A riporterek rendre csodálkoznak, hogy a játékvezető esetenként indokolatlanul állít ki egy-egy játékot. Az eseményt a játékvezetőnek a mérkőzés végén jegyzőkönyvbe kell rögzítenie, ami nem nyilvános, kifejezetten a Labdarúgó-szövetség Fegyelmi Bizottsága számára készül. A kiállított játékos komoly megfontolásból, egy újságírói kérdésre rendre azt feleli, hogy én nem mondtam semmit, pedig utóbb a Fegyelmi Bizottság komoly büntetésben részesítette. Következtetés: a játékvezető nem lehet részese a FIFA JB engedélye nélkül semmilyen kísérletnek.

## Sikerei, díjai
- 1990-ben az IFFHS a világ legjobb játékvezetője elismerésben részesítette.
- Az IFFHS (International Federation of Football History & Statistics) 1987-2011 évadokról tartott nemzetközi szavazásán 151, játékvezető besorolásával minden idők 50, legjobb bírójának rangsorolta. A 2008-as szavazáshoz képest 28 pozíciót hátrább lépett.

## Sportvezetőként
A FIFA JB egyik szervezőbizottságának tagja. 1998-ban a TV Globo labdarúgó szakkommentátora.